# Revolutionens datter
Revolutionens datter – folkekomedie i 4 akter är en norsk svartvit stumfilm (drama) från 1918. Filmen regisserades av Ottar Gladvedt och är hans andra och sista filmregi. Han skrev också filmens manus. Filmen premiärvisades den 14 oktober 1918 i Norge.

## Handling
På Wulkanvarvet har arbetarna lagt fram ett krav på löneförhöjning men nekats detta av den gamle konservative direktören Staalhammer. En av arbetarna är Albert Fjeld som varit arbetarnas talesman men som nu förälskat sig i direktörens dotter Claire. Arbetarna söker upp direktören i hans bostad och under ett handgemäng avlider han. Claire håller också på att stryka med, men Albert räddar och de flyr tillsammans. De går ombord på en båt och flyr till havs. De anländer till grannlandet och där söker de upp en av direktörens gamla vänner, godsägare Dalton. Han tar på sig fadersrollen för Claire, men har lite till övers för Albert. Godsägarens son försöker utan framgång imponera på Claire med sportsliga prestationer. En dag kommer ett brev som upplyser om att ordningen hemma är återställd och att Claire ärvt nästan en miljon kroner från dödsboet. Godsägaren uppmärksammar sin son på detta och framhåller det viktiga i att gifta sig för pengar. Claire känner att hon inte kan avböja godsägarsonens giftermålsförfrågan rakt av eftersom godsägaren visat så stor gästfrihet. Hon föreslår i stället en boxningsmatch mellan Albert och godsägarsonen, där vinnaren ska få henne till hustru. Albert vinner i fjärde ronden och fem år senare lever de lyckliga i hemlandet.

## Rollista
- Solveig Gladtvedt – Claire Staalhammer, direktörens dotter
- Fredrik Andersen – Staalhammer, Wulkanvarvets direktör
- Waldemar Holberg – Albert Fjeld, plåtslagare
- Joh. Price – Dalton, godsägare
- Fred Boston – Jack Dalton, godsägarens son
- Thomas Boston – Tommy Fjeld, Alberts och Claires son